# Hebe traversii
Hebe traversii é uma espécie de planta do gênero Hebe.